# Mistrzostwa Europy w Lekkoatletyce 1978 – pięciobój kobiet

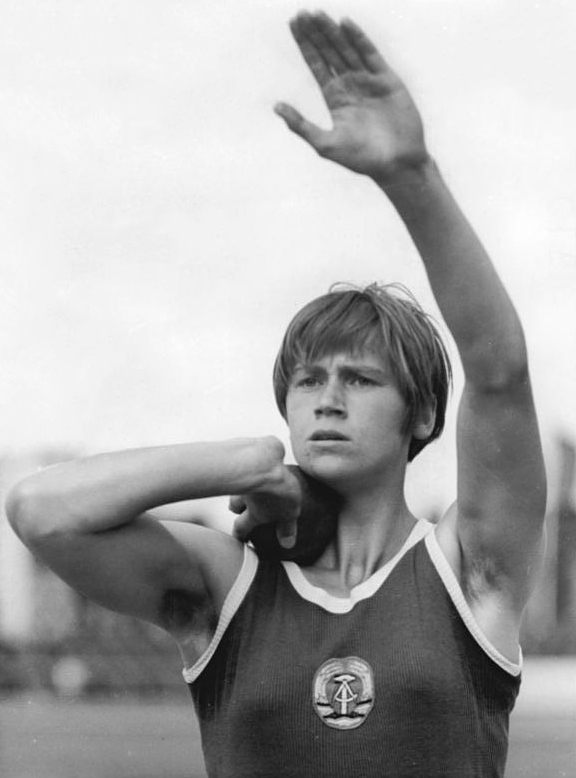
Burglinde Pollak

Pięciobój kobiet był jedną z konkurencji rozgrywanych podczas XII mistrzostw Europy w Pradzeie. Został rozegrany 2 września 1978 roku. Zwyciężczynią tej konkurencji została reprezentantka Węgier Margit Papp. Pierwotnie na pierwszym miejscu została sklasyfikowana Nadieżda Tkaczenko, a na piątym miejscu Jekatierina Gordijenko, obie ze Związku Radzieckiego, ale zostały następnie zdyskwalifikowane za stosowanie dopingu. W rywalizacji wzięło udział dwadzieścia jeden zawodniczek z trzynastu reprezentacji.
Po raz pierwszy na mistrzostwach Europy w składzie pięcioboju znalazł się bieg na 800 metrów, który zastąpił bieg na 200 metrów. Był to ostatni raz, kiedy na mistrzostwach Europy rozegrano tę konkurencję. Od mistrzostw w 1982 wieloboistki rywalizują w siedmioboju.

## Rekordy
| Rekord świata     | Nadieżda Tkaczenko (SUN) | 4913 (4839) | Lille, Francja | 18.09.1977    |
| Rekord Europy     | Nadieżda Tkaczenko (SUN) | 4913 (4839) | Lille, Francja | 18.09.1977    |
| Rekord mistrzostw | Nadieżda Tkaczenko (SUN) | 4826 (4776) | Rzym, Włochy   | 03-04.09.1974 |

## Wyniki
| Poz. | Zawodniczka            | Punkty      | 100 m ppł | Kula    | Wzwyż  | W dal  | 800 m   |
| ---- | ---------------------- | ----------- | --------- | ------- | ------ | ------ | ------- |
| 1    | Margit Papp            | 4694 (4655) | 13,70 s   | 16,41 m | 1,81 m | 6,22 m | 2:16,2  |
| 2    | Burglinde Pollak       | 4614 (4600) | 13,48 s   | 16,64 m | 1,65 m | 6,17 m | 2:15,0  |
| 3    | Kristine Nitzsche      | 4648 (4599) | 14,02 s   | 12,77 m | 1,93 m | 6,13 m | 2:12,7  |
| 4    | Beatrix Philipp        | 4582 (4554) | 14,65 s   | 17,95 m | 1,77 m | 6,03 m | 2:19,2  |
| 5    | Jekatierina Smirnowa   | 4545 (4534) | 13,43 s   | 14,10 m | 1,79 m | 6,13 m | 2:19,7  |
| 6    | Ramona Neubert         | 4381 (4380) | 14,14 s   | 13,29 m | 1,75 m | 6,33 m | 2:21,3  |
| 7    | Ina Losch              | 4302 (4319) | 15,03 s   | 12,14 m | 1,79 m | 6,23 m | 2:13,97 |
| 8    | Florence Picaut        | 4281 (4307) | 13,98 s   | 13,16 m | 1,83 m | 5,80 m | 2:25,0  |
| 9    | Marcela Koblasová      | 4161 (4210) | 14,35 s   | 13,38 m | 1,71 m | 6,00 m | 2:24,6  |
| 10   | Cornelia Sulek         | 4143 (4202) | 14,66 s   | 14,78 m | 1,79 m | 5,44 m | 2:24,7  |
| 11   | Els Stolk              | 4135 (4190) | 14,72 s   | 12,22 m | 1,77 m | 5,83 m | 2:18,73 |
| 12   | Sylvia Barlag          | 4143 (4184) | 14,47 s   | 11,56 m | 1,79 m | 5,81 m | 2:21,0  |
| 13   | Yvette Wray            | 4103 (4171) | 13,96 s   | 12,04 m | 1,67 m | 5,83 m | 2:18,9  |
| 14   | Angela Weiss           | 4114 (4165) | 14,03 s   | 11,18 m | 1,73 m | 5,94 m | 2:20,9  |
| 15   | Gabriela Ionescu       | 4094 (4145) | 14,52 s   | 11,29 m | 1,71 m | 6,06 m | 2:18,9  |
| 16   | Breda Lorenci          | 4064 (4144) | 14,36 s   | 12,86 m | 1,71 m | 5,60 m | 2:20,1  |
| 17   | Sue Mapstone           | 3906 (3993) | 14,28 s   | 10,99 m | 1,73 m | 5,58 m | 2:24,8  |
| 18   | Annette Tånnander      | 3286 (3364) | 14,80 s   | 11,35 m | 1,85 m | 5,70 m | DNF     |
| –    | Danuta Cały            | DNF         | 14,48 s   | 12,99 m | 1,77 m | NM     | –       |
| –    | Nadieżda Tkaczenko     | 4744 DQ     | 13,32 s   | 15,11 m | 1,79 m | 6,31 m | 2:12,3  |
| –    | Jekatierina Gordijenko | 4572 DQ     | 13,95 s   | 14,64 m | 1,79 m | 6,17 m | 2:14,6  |